# Dmitri Faddéyev
Dmitri Konstantínovich Faddéyev (en ruso: Дмитрий Константинович Фаддеев; Yújnov, 1907–Leningrado, 1989) fue un matemático soviético.

## Biografía

### Primeros años
Dmitri Faddéyev nació el 17 de juniojul./ 30 de junio de 1907greg. en el inmueble de su padre, en la localidad de Yújnov, a unos 200 km al suroeste de Moscú. Su padre, Konstantín Tíjonovich, era ingeniero, mientras que su madre, Liubov Guermánovna, era doctora. Ella le transmitió su afición musical, que cultivó a lo largo de su vida.
Dmitri Faddéyev se crio en San Petersburgo, ciudad que en 1914 pasó a llamarse Petrogrado, en 1917 fue el escenario donde empezó la Revolución de Octubre y en 1924 volvió a renombrarse a Leningrado. En 1923, Faddéyev empezó sus estudios de matemáticas en la Universidad Estatal de Petrogrado mientras estudiaba también música en el Conservatorio de Petrogrado. Para su tercer año en la universidad, dejó el conservatorio para dedicarse de lleno a las matemáticas, graduándose en 1928. Tuvo como profesores a Iván Metvéyevich Vinográdov y Borís Nikoláyevich Deloné, entre otros.

### Matrimonio y vida posterior
En 1930, contrajo matrimonio con Vera Nikoláyevna Zamiátina. Tuvieron tres hijos, uno de los cuales, Ludvig Dmítrievich Faddéyev (1934-2017), llegaría a ser un físico y matemático de renombre. Vera y Dmitri

## Aportaciones
Dmitri Faddéyev abarcó numerosas áreas de la matemática en sus más de 150 publicaciones: teoría de funciones, métodos numéricos, teoría de la probabilidad..., aunque fue especialmente notable en el campo del álgebra, siendo recurrentes sus incursiones en las ecuaciones diofánticas y la teoría de Galois.
Dmitri y Vera escribieron conjuntamente varias obras, como Métodos numéricos en álgebra lineal, publicada en 1960 y ampliada en 1963. Por ejemplo, desarrollaron una idea de Urbain Leverrier para producir un algoritmo para hallar la matriz resolvente {\displaystyle (A-sI)^{-1}} de una matriz dada A. Por iteración, el método computa la matriz de adjuntos y el polinomio característico de A.
Dmitri Faddéyev se implicó también en la educación matemática y percibió la necesidad de conjuntos graduados de ejercicios matemáticos. Junto con Iliá Samuílovich Sominski, escribió Problemas de álgebra superior. También fue uno de los fundadores de la Olimpiada Matemática Rusa, cuya primera edición tuvo lugar en Leningrado en 1934.